# Gigabitový Ethernet

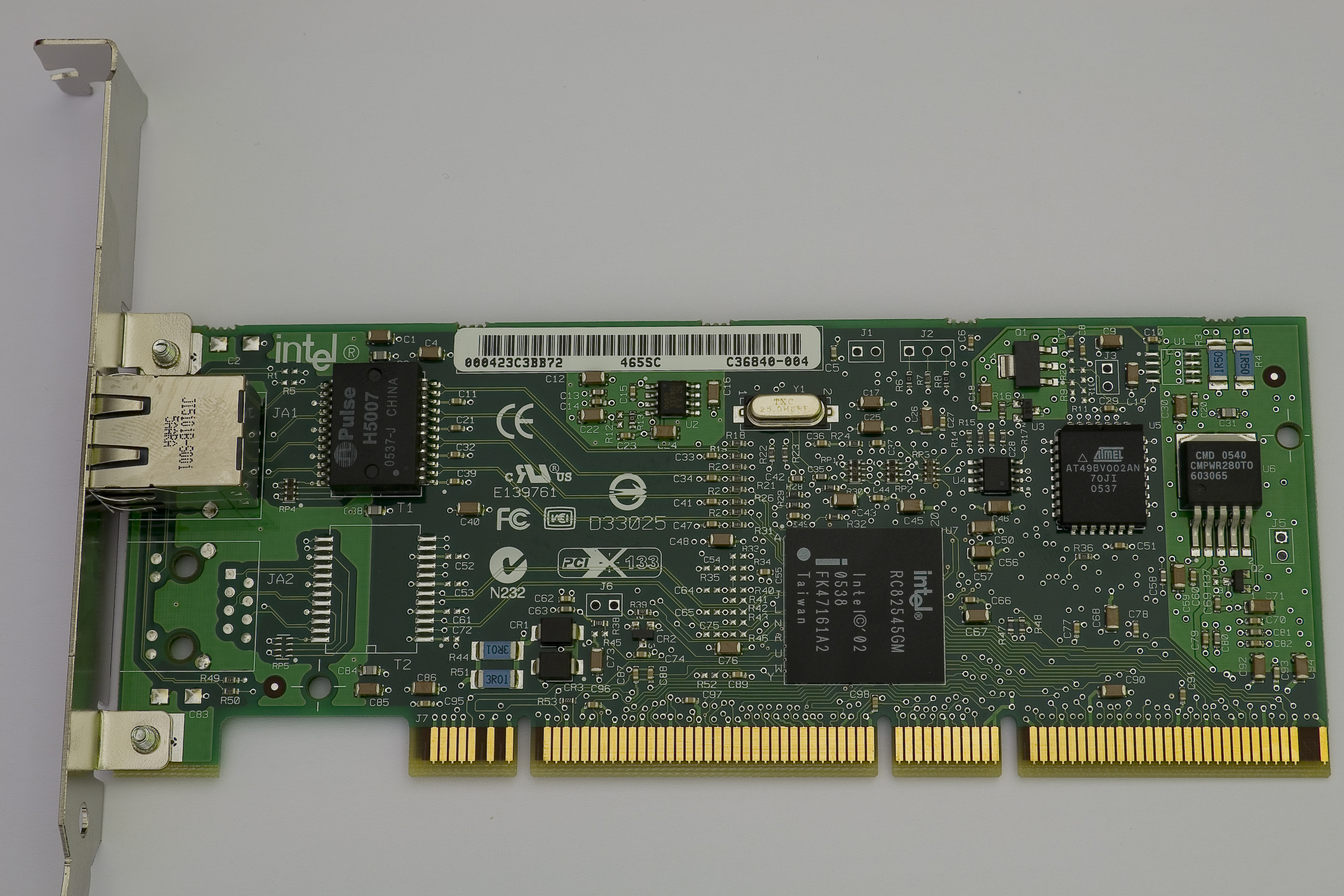
Sběrnice PCI-X podporující 1000BASE-T

Gigabit Ethernet (GbE nebo 1 GigE) je standard z roku 1999 pro ethernetovou síť s rychlostí přenosu dat 1 Gbps (gigabit, tj. miliarda bitů za sekundu) označovaný jako IEEE 802.3z a 802.3ab. Pro přenos dat používá kroucenou dvojlinku nebo optické vlákno.

## Historie
Díky výzkumu společnosti Xerox Corporation v sedmdesátých letech dvacátého století se Ethernet stal nejvyužívanějším protokolem fyzické vrstvy referenčního modelu ISO/OSI. Rychlost tradičního Ethernetu byla 10 Mbit/s, Fast Ethernetu byla 100 Mbit/s, Gigabit Ethernet však pracuje s rychlostí nad 1000 Mbit/s. Počáteční standard pro GbE byla vyvinut v IEEE v červnu 1998 jako IEEE 802.3z, který je často nahrazen názvem 1000BASE-X, popř. dalšími verzemi jako -CX, -SX, -LX, nebo (nestandardně) -ZX.
IEEE 802.3ab, ratifikovaný v roce 1999, definuje standardní Gigabit Ethernet vedený přes UTP kabel kategorie 5 nebo 6, a stal se známý jako 1000BASE-T. Ratifikace 802.3ab umožňuje propojení s kabelem kategorie 5 a připojit se do stávající síťové infrastruktury.
Zpočátku byl Gigabitový Ethernet využíván pouze v oblasti vysoce výkonných síťových připojení (např. univerzitní sítě). V roce 2000 se začaly prodávat Power Mac G4 a PowerBook G4, které byly první masově vyráběné počítače, které podporují standard 1000BASE-T. V roce 2015 mají rozhraní Fast Ethernet pouze levnější počítače; velká část běžně prodávaných počítačů má rozhraní Gigabitového Ethernetu, u serverů je standardem 10 Gbit Ethernet.

## Přenosová média
| Název         | Médium                                                                                           | Vzdálenost                                             |
| ------------- | ------------------------------------------------------------------------------------------------ | ------------------------------------------------------ |
| 1000BASE-CX   | Twinaxiální kabel                                                                                | 25 metrů                                               |
| 1000BASE-SX   | Vícevidové optické vlákno                                                                        | 220 až 550 metrů, záleží na šířce vlákna a šířce pásma |
| 1000BASE-LX   | Vícevidové optické vlákno                                                                        | 500 metrů                                              |
| 1000BASE-LX   | Jednovidové optické vlákno                                                                       | 5 km                                                   |
| 1000BASE-LX10 | Jednovidové optické vlákno využívající vlnovou délku 1,310 nm                                    | 10 km                                                  |
| 1000BASE-ZX10 | Jednovidové optické vlákno využívající vlnovou délku 1,550 nm                                    | ~ 70 km                                                |
| 1000BASE-BX10 | Jednovidové optické vlákno v jednom směru s vlnovou délkou 1490 nm downstream a 1310 nm upstream | 10 km                                                  |
| 1000BASE-T    | Kroucená dvojlinka (cat‑5, cat‑5e, cat‑6 nebo cat‑7)                                             | 100 metrů                                              |
| 1000BASE-TX   | Kroucená dvojlinka (cat‑6, cat‑7)                                                                | 100 metrů                                              |